# Craugastor saltator
Craugastor saltator är en groddjursart som först beskrevs av Taylor 1941.  Craugastor saltator ingår i släktet Craugastor och familjen Craugastoridae. Inga underarter finns listade i Catalogue of Life.